# 하쿠비선
하쿠비선(일본어: 伯備線)은 서일본 여객철도(JR 서일본)의 철도 노선(간선)이다. 일본 오카야마현 구라시키시의 구라시키역에서 돗토리현 요나고시의 호키다이센역까지를 잇는다. 1919년 8월 10일 영업을 개시하였으며, 전체 노선 개통은 1928년 10월 25일 완료되었다.
구라시키역~빗추타카하시역 간에서는 ICOCA·Suica·TOICA·PiTaPa가 이용 가능하다.

## 사용 차량

### 전동차
- 115계(모든 구간)
- 213계(구라시키~니미)
- 285계(모든 구간)
- 381계(모든 구간)

### 기동차
- 키하 120계(니미~빗추코지로)
- 키하 121계(쇼야마~호키다이센)

### 전기 기관차
- 화물 열차
  - EF64(모든 구간)
- 공사 및 화물 열차
  - EF65(구라시키~니미) 또는 (모든 구간)
- 화차
  - 코키 104・106계 컨테이너 화차(모든 구간)
  - 코키 50000계 컨테이너 화차(모든 구간)

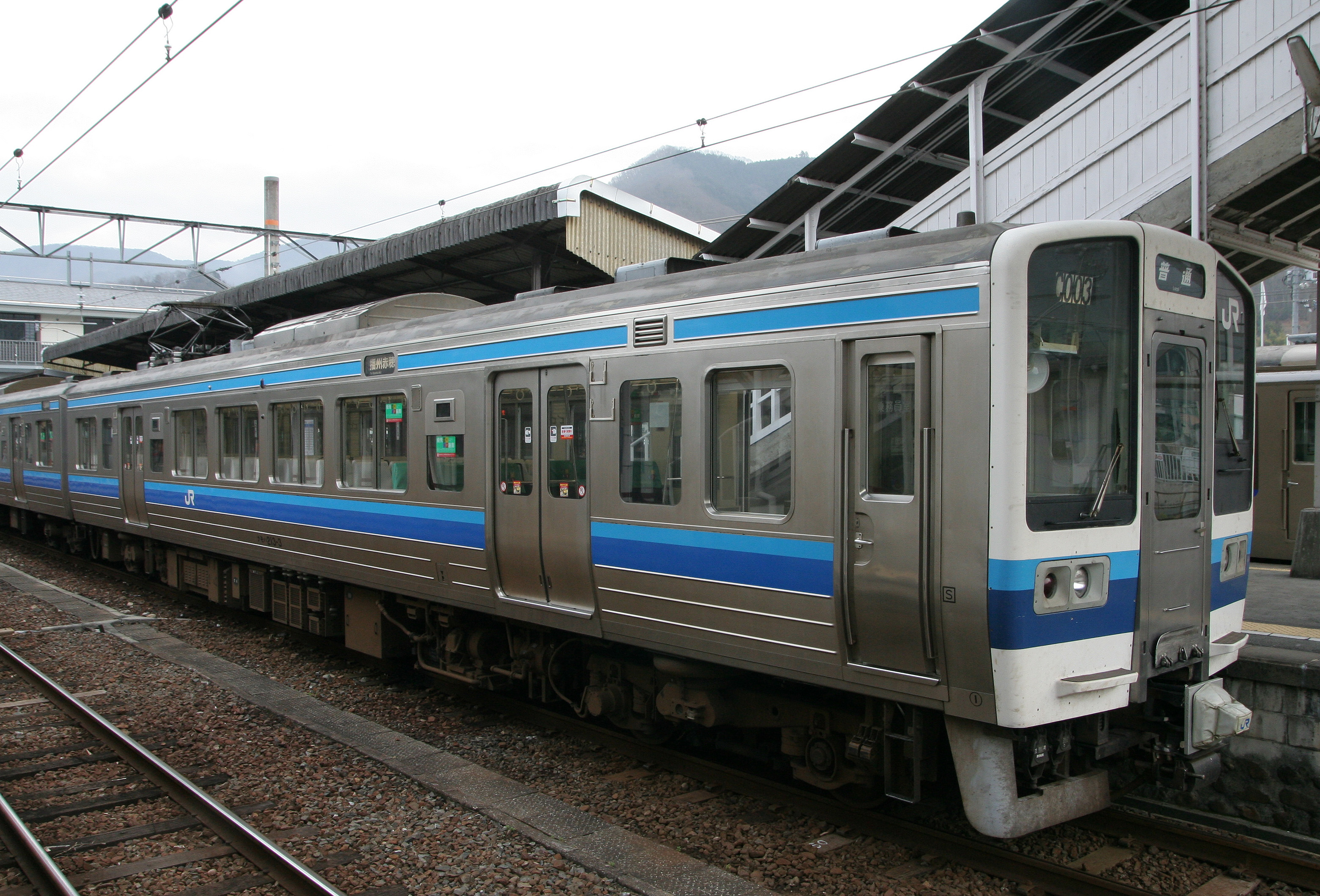
213계
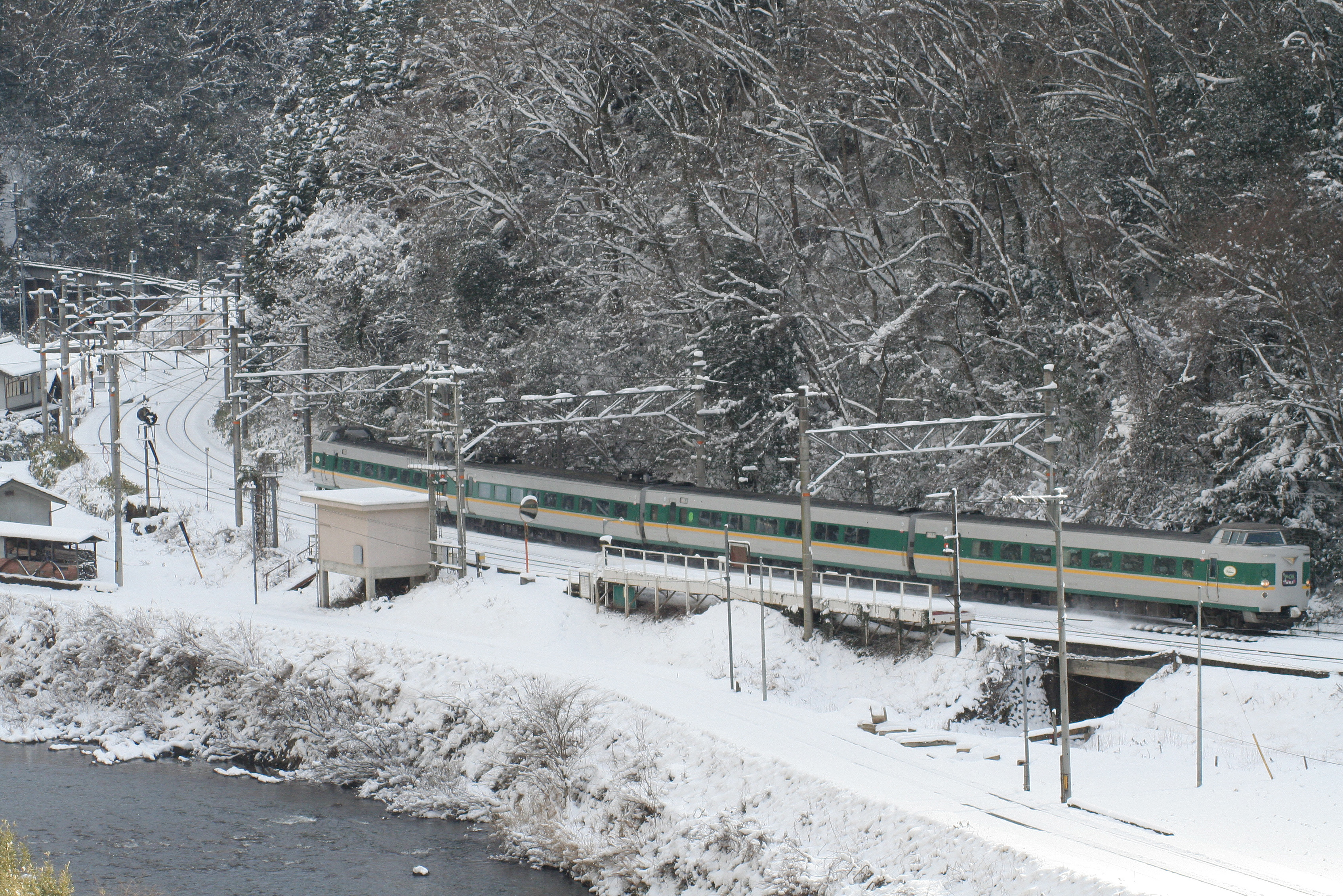
서일본 여객철도의 특급 야쿠모로 활용되는 381계

## 역 목록
운행 계통 상 구라시키역에서는 산요 본선 오카야마역까지, 호키다이센역에서는 산인 본선 요나고역까지 직결 운행하므로, 편의상 해당 구간의 역도 목록에 포함시켰다.
- 모든 보통 열차 - 모든 역에 정차하는
- 선로 ∥: 복선 구간, |: 단선 구간 (◇: 교행 가능), ∨: 이 역까지 복선, ∧: 여기부터 복선
- (화):화물 역, ◆:화물 취급 역(화물 역 제외)

| 노선      | 역명                | 일본어 역명  | 접속 노선 | 역간 거리 | 쿠라시키 부터의영업거리 | 선로 | 소재지     | 소재지            |
| --------- | ------------------- | ------------ | --- | --------- | ----------------------- | ---- | ---------- | ----------------- |
| 산요 본선 | 오카야마            | 岡山         | 서일본 여객철도 산요 신칸센・산요 본선・아코선・기비선・우노선・혼시비산선(세토 대교선)・쓰야마선 오카야마 전기 궤도 히가시야마 본선(오카야마에키마에역) | -         | 15.9                    | ∥    | 오카야마현 | 오카야마시 기타구 |
| 산요 본선 | (화)니시오카야마    | 西岡山       | | 2.8       | 13.1                    | ∥    | 오카야마현 | 오카야마시 기타구 |
| 산요 본선 | 기타나가세          | 北長瀬       | | 0.6       | 12.5                    | ∥    | 오카야마현 | 오카야마시 기타구 |
| 산요 본선 | 니와세              | 庭瀬         | | 3.1       | 9.4                     | ∥    | 오카야마현 | 오카야마시 기타구 |
| 산요 본선 | 나카쇼              | 中庄         | | 4.7       | 4.7                     | ∥    | 오카야마현 | 구라시키시        |
| 산요 본선 | 구라시키            | 倉敷         | 서일본 여객철도: 산요 본선 미즈시마 임해철도: 미즈시마 본선(구라시키시)                                                                                  | 4.7       | 0.0                     | ∥    | 오카야마현 | 구라시키시        |
| 하쿠비선  | 기요네              | 清音         | 이바라 철도:이바라선 | 7.3       | 7.3                     | ∥    | 오카야마현 | 소자시            |
| 하쿠비선  | 소자                | 総社         | 서일본 여객철도:기비선 이바라 철도:이바라선 | 3.4       | 10.7                    | ∥    | 오카야마현 | 소자시            |
| 하쿠비선  | 고케이              | 豪渓         | | 4.6       | 15.3                    | ∥    | 오카야마현 | 소자시            |
| 하쿠비선  | 히와                | 日羽         | | 3.7       | 19.0                    | ∥    | 오카야마현 | 소자시            |
| 하쿠비선  | 미나기              | 美袋         | | 3.7       | 22.7                    | ∥    | 오카야마현 | 소자시            |
| 하쿠비선  | 빗추히로세          | 備中広瀬     | | 6.9       | 29.6                    | ∥    | 오카야마현 | 다카하시시        |
| 하쿠비선  | 빗추타카하시        | 備中高梁     | | 4.4       | 34.0                    | ∨    | 오카야마현 | 다카하시시        |
| 하쿠비선  | 기노야마            | 木野山       | | 4.8       | 38.8                    | ◇    | 오카야마현 | 다카하시시        |
| 하쿠비선  | 빗추카와모          | 備中川面     | | 3.9       | 42.7                    | ◇    | 오카야마현 | 다카하시시        |
| 하쿠비선  | 호코쿠              | 方谷         | | 4.7       | 47.4                    | ◇    | 오카야마현 | 다카하시시        |
| 하쿠비선  | 히로이시 신호장     | 広石信号場   | | -         | 50.8                    | ◇    | 오카야마현 | 니미시            |
| 하쿠비선  | 이쿠라              | 井倉         | | 7.8       | 55.2                    | ∧    | 오카야마현 | 니미시            |
| 하쿠비선  | 이시가              | 石蟹         | | 4.5       | 59.7                    | ∨    | 오카야마현 | 니미시            |
| 하쿠비선  | 니미                | 新見         | 서일본 여객철도:게이비선, 기신선 | 4.7       | 64.4                    | ◇    | 오카야마현 | 니미시            |
| 하쿠비선  | 누노하라            | 布原         | (게이비선 열차만 정차) | -         | 68.3                    | ◇    | 오카야마현 | 니미시            |
| 하쿠비선  | 빗추코지로          | 備中神代     | 서일본 여객철도:게이비선 | 6.4       | 70.8                    | ◇    | 오카야마현 | 니미시            |
| 하쿠비선  | 아시다치            | 足立         | | 6.2       | 77.0                    | ◇    | 오카야마현 | 니미시            |
| 하쿠비선  | 니자토              | 新郷         | | 5.8       | 82.8                    | ◇    | 오카야마현 | 니미시            |
| 하쿠비선  | 가미이와미          | 上石見       | | 3.9       | 86.7                    | ◇    | 돗토리현   | 히노군 니치난정   |
| 하쿠비선  | 시모이와미 신호장   | 下石見信号場 | | -         | 91.6                    | ◇    | 돗토리현   | 히노군 니치난정   |
| 하쿠비선  | 쇼야마              | 生山         | | 8.7       | 95.4                    | ◇    | 돗토리현   | 히노군 니치난정   |
| 하쿠비선  | 가미스게            | 上菅         | | 3.5       | 98.9                    | ◇    | 돗토리현   | 히노군 히노정     |
| 하쿠비선  | 구로사카            | 黒坂         | | 4.8       | 103.7                   | ◇    | 돗토리현   | 히노군 히노정     |
| 하쿠비선  | 네우                | 根雨         | | 7.6       | 111.3                   | ◇    | 돗토리현   | 히노군 히노정     |
| 하쿠비선  | 무코                | 武庫         | | 4.7       | 116.0                   | ｜   | 돗토리현   | 히노군 고후정     |
| 하쿠비선  | 에비                | 江尾         | | 2.1       | 118.1                   | ◇    | 돗토리현   | 히노군 고후정     |
| 하쿠비선  | 가미미조구치 신호장 | 上溝口信号場 | | -         | 122.3                   | ◇    | 돗토리현   | 사이하쿠군 호키정 |
| 하쿠비선  | 호키미조구치        | 伯耆溝口     | | 9.2       | 127.3                   | ◇    | 돗토리현   | 사이하쿠군 호키정 |
| 하쿠비선  | 기시모토            | 岸本         | | 5.0       | 132.3                   | ◇    | 돗토리현   | 사이하쿠군 호키정 |
| 하쿠비선  | 호키다이센          | 伯耆大山     | 서일본 여객철도: 산인 본선(돗토리 방면) | 6.1       | 138.4                   | ∧    | 돗토리현   | 요나고시          |
| 산인 본선 | 히가시야마코엔      | 東山公園     | | 1.8       | 143.2                   | ∥    | 돗토리현   | 요나고시          |
| 산인 본선 | 요나고              | 米子         | 서일본 여객철도: 산인 본선(이즈모시 방면), 사카이선 | 1.8       | 143.2                   | ∥    | 돗토리현   | 요나고시          |